# ニデックブルーダックス
ニデックブルーダックス（NIDEK BLUE DUCKS）は、かつて愛知県蒲郡市を本拠地として活動していた実業団男子バスケットボールチームである。母体は眼科医療機器メーカーのニデックで、ニデック本社及び子会社であるニデック販売の社員で構成されていた。

## 概略
1978年創部。
2000年に全日本実業団大会で優勝。日本リーグ昇格を果たす。
日本リーグでは2002-03シーズンに準優勝に輝いたが、2004年廃部となる。

## 過去の成績

### 旧JBL
| 年度 | リーグ     | ディビジョン | 回 | レギュラーシーズン | レギュラーシーズン | レギュラーシーズン | セミファイナル | セミファイナル | ファイナル | ファイナル | 最終結果 |
| 年度 | リーグ     | ディビジョン | 回 | 勝                 | 敗                 | 順位               | 勝             | 敗             | 勝         | 敗         | 最終結果 |
| ---- | ---------- | ------------ | -- | ------------------ | ------------------ | ------------------ | -------------- | -------------- | ---------- | ---------- | -------- |
| 2000 | 日本リーグ | NL           | 34 | 4                  | 10                 | 6位                | ---            | ---            | ---        | ---        | 6位      |
| 2001 | 日本リーグ | 日本リーグ   | 1  | 7                  | 7                  | 4位                | 0              | 2              | ---        | ---        | 4位      |
| 2002 | 日本リーグ | 日本リーグ   | 2  | 12                 | 3                  | 2位                | 1              | 0              | 0          | 1          | 準優勝   |
| 2003 | 日本リーグ | 日本リーグ   | 3  | 11                 | 4                  | 2位                | 0              | 1              | ---        | ---        | 3位      |

※日本リーグ1部の第34回（2000年）のディビジョンはNL（日本リーグ）として実施。

## 主な所属選手
- 山下洋克
- 竹田明広
- 劉智
- 田中聰
- 水谷誠志
- 矢野真伸
- 福手登成
- 上坂誠
- 中野智史
- 井上篤史
- 松原正和
- 上野靖宜
- 高津智晴
- 三輪和美
- 中嶋謙伍
- 中島英文
- 馬場洋成
- 成田幸司
- 丸岡孝弘
- トッド・ミルホーランド